# Synchytriaceae
Synchytriaceae es una familia de hongos quitridios de la división Chytridiomycota. La familia fue descrita por el micólogo alemán Joseph Schröter en 1892. El género tipo, Synchytrium, contiene alrededor de 200 especies que son parásitos de plantas con flores, helechos, musgos y algas. Incluye a la especie Synchytrium endobioticum que causa la enfermedad de la verruga de la papa, una enfermedad económicamente importante para las papas cultivadas. Synchytriaceae conforma su propio orden Synchytriales en la taxonomía fungíca.

## Géneros
Contiene los siguientes géneros:
- Carpenterophlyctis
- Endodesmidium
- Johnkarlingia
- Micromyces
- Synchytrium